# Adansonia sect. Longitubae
Adansonia sect. Longitubae ist eine Sektion aus der Pflanzengattung der Affenbrotbäume (Adansonia) in der Familie der Malvengewächse (Malvaceae).

## Beschreibung
Die zur Sektion Longitubae gehörenden Arten sind kleine bis große Laubbäume mit gewaltigen zylindrischen, konischen oder flaschenförmigen Stämmen und gerundeten oder unregelmäßigen Kronen. 
Die gestreckt-zylindrischen Blütenknospen sind grün und mindestens fünfmal länger als sie breit sind. Die Blüten sitzen an kurzen, aufrechten Blütenstielen. Die weißen, gelben oder roten Kronblätter sind eingeengt verkehrt lanzettlich bis eingeengt lanzettlich und mindestens fünfmal länger als breit. Das Androeceum ist weiß oder blassgelb. Die staminale Röhre ist etwa 10 bis 25 Zentimeter lang, hat einen Durchmesser von 1 bis 1,5 Zentimeter und enthält 100 bis 350, 2 bis 12 Zentimeter lange, für gewöhnlich freie Staubfäden. Manchmal ist ein zentrales Bündel von 10 bis 20 Staubfäden auf ungefähr der halbe Länge miteinander verwachsen. 
Die Blüten erscheinen während der Regenzeit.
Die Früchte sind kugel- bis eiförmig und sind spärlich bis dicht, rötlichbraun bis gräulich behaart. Die Dicke der Fruchtwand variiert. Die nierenförmigen, abgeflachten Samen sind meistens 14 Millimeter lang. Die Keimung erfolgt phanerokotylar.

## Systematik und Verbreitung
Zu Sektion Longitubae gehören die in Australien verbreiteten sowie vier auf Madagaskar endemischen Arten:
- Adansonia gregorii F.Muell.
- Adansonia madagascariensis Baill.
- Adansonia perrieri Capuron
- Adansonia rubrostipa Jum. & H.Perrier
- Adansonia za Baill.

Der ursprünglich von David A. Baum für die australische Art „Adansonia gibbosa“ (A.Cunn.) Guymer ex D.A.Baum 1995 eingeführte, und dieser Sektion zugeordnete, Name, wurde 2006 aus nomenklatorischen Gründen unterdrückt.

## Nachweise